# معتمدية حمام الأغزاز
معتمدية حمام الأغزاز إحدى معتمديات الجمهورية التونسية، تابعة لولاية نابل.
تأسّست حمام الأغزاز على الأرجح في القرن السابع عشر وبنيت في القرن الثامن عشر على يد مهاجرين اتراك قدموا من الشرق واندمجوا مع الأهالي. يعرف أهل حمام الاغزاز بالغُزّيّة نسبة إلى مؤسسها محمد بن عليّ الطرابلسيّ الغُزّي (نسبة إلى قبائل الغُزّ أوغوز التركية التي أسست الإمبراطورية العثمانية في الاناضول سنة 1299). أما لقب الطرابلسيّ فهو يعود إلى مدينة طرابلس اللّبنانيّة كما تؤكد ذلك جميع الروايات الشفوية التي يتناقلها كبار البلدة في ما بينهم. بعد رحلة طويلة من طرابلس لبنان إلى تونس مرورا بمصر وليبيا، حاول محمد الطرابلسي الغزي الاندماج مع سكان الساحل التونسي والقيروان. غير أنّه اختار الوطن القبليّ في الأخير وتزوّج من امرأة من «بني خيار» تدعى آمنة بوعجينة. وبعد خلاف بينه وبين أهلها ترك بني خيار وذهب صحبة زوجته ليستقرّ بهنشير الحمام قرب قليبية. وتمكّن من شراء الجهة القبليّة الشرقيّة من هذا الهنشير الذي كان على ملك «الدبـابــة» الذين يقطنون في الجهة الجوفية الشمالية من نفس المكان.
تتمتع حمام الاغزاز بشاطئ رملي يعد من أجمل الشواطئ التونسية.إذ تمتد على طول 3 كم من «سيدي منصور» إلى «دمنة»
و تعد حمام الأغزاز مكانا رائعا للسكني إذ يسود بها الهدوء وقلة الضجيج الموجود عادة في المدن ويزورها عددا لا بأس به من السياح من داخل ومن خارج البلاد التونسية يقارب 700 سائحا في الصيف بالرغم من عدم وجود مرافق سياحية مثل النزل والملاهي.
و موقع حمام الأغزاز الجغرافي هام جدا إذ هي قريبة من مدينة قليبية (حوالي 2.5 كم) ومن آثار كركوان التارخية الهامة ومن برج قليبية البيــزنــطي الشهير، والأهم من ذلك تعد حمام الأغزاز من أقرب الأراضي التونسية المطلة علي السواحل الإيـــطالية والأنشطة الفلاحية في حمام الأغزاز متنوعة مثل الحبوب والطماطم والبطاطا والخضر بجميع أنواعها والزيتون والتين والدرع الفلفل والتوابل...
وبها سبخة كبيرة جدا تمتلأ في فصل الشتاء بالماء وفي الصيف تجف وتعد محطة هامة لراحة الطيور المهاجرة من إفريقيا إلي أوروبا والعكس كذلك.
- معلومات أخرى حول مدينة حمام الأغزاز.

### مواضيع ذات علاقة
- ولاية نابل.